# Краснокожие (роман)
«Краснокожие, или Индейцы и инджины» (англ. The Redskins) — роман американского писателя Джеймса Фенимора Купера, опубликованный в 1846 году. Заключительная часть трилогии, начавшейся с романов «Сатанстоу» и «Землемер».
Действие романа происходит в современную автору эпоху, в середине 1840-х годов. Хью Литтпейдж (внук Мордаунта Литтлпейджа, главного героя «Землемера») во время путешествия по Старому Свету узнаёт, что в Америке началось движение против земельной ренты. Вместе со своим дядей Ро он возвращается домой и выдаёт себя за немца, чтобы лучше оценить происходящее. Позже Хью раскрывает свою личность, самые ярые антирентисты пытаются поджечь его дом, но на помощь лендлорду приходят индейцы. В финале Хью женится на дочери местного священника и уезжает в Вашингтон, чтобы там разобраться с полученным наследством.

## Создание и оценки
В связи с развернувшейся в США после 1839 году борьбой за отмену земельной ренты Купер задумал целую серию романов, в которых хотел показать предысторию вопроса и продемонстрировать позитивное значение лендлордизма для американского общества. «„Семейство Литтлпейджей“ составит три полнокровных романа, — рассказал Купер в письме издателю в январе 1845 года. — Каждый будет иметь своих собственных основных героев, свою любовную историю и т. д., но в основном они будут связаны друг с другом. Я бы разделил их тематически на „Колонию“, „Революцию“ и „Республику“. Через все романы пройдёт история одной семьи, действие их разворачивается в тех же районах, и одни и те же идеи отразятся во всех трех различных книгах, конечно, с поправками на изменения, вызванные течением времени».
«Краснокожие» увидели свет в 1846 году. Литературовед Б. Гиленсон считает, что вся трилогия «с её заданностью, перегруженностью дидактикой оказалась художественно маловыразительной». Советский исследователь Н. Самохвалов раскритиковал «противоречия в мировоззрении» Купера, проявившиеся во всём цикле: писатель демонстрирует «отвращение к современной капиталистической Америке», но «спасение видит… в образовании… поместного дворянства как оплота культуры и просвещения». С. Иванько отметил, что Купер против своей воли показал вырождение рода Литтлпейджей и несочетаемость их интересов с благом общества.